# Metal Hammer Golden Gods Awards
Metal Hammer Golden Gods Awards – nagroda muzyczna przyznawana przez brytyjskie czasopismo Metal Hammer. Wyróżnienia po raz pierwszy przyznano 3 czerwca 2003 roku w londyńskim The Forum. W 2016 roku gala przyznania nagród odbyła się w londyńskiej sali koncertowej Hammersmith Apollo, natomiast jej głównym sponsorem pozostaje kanadyjski producent whisky pod marką – Fireball Cinnamon. W latach poprzednich ceremonia odbyła się ośmiokrotnie w klubie Indigo2, dwukrotnie w klubie Koko oraz jednokrotnie w klubach Ocean i Astoria, także w Londynie.
Liczba kategorii pozostaje zmienna, jednakże część główną stanowią nagrody przyznane na podstawie głosowania fanów. Szereg nagród, w tym honorowych przyznaje także redakcja czasopisma. Na przestrzeni lat nagrody otrzymali m.in. tacy muzycy i zespoły jak: Slipknot, Joey DeMaio, Alice in Chains, Christopher Lee, Killswitch Engage, Motörhead, Dave Mustaine, Zakk Wylde oraz Iron Maiden. Niejako za uatrakcyjnienie formuły stanowi nagroda w kategorii Spirit of Hammer Award, którą otrzymali m.in. niezwiązani z przemysłem muzycznym – astrofizyk Matt Taylor oraz aktorzy David Prowse i Brian Blessed. Amerykańskim odpowiednikiem nagród były przyznawane w latach 2009–2014 – Revolver Golden Gods Awards.

## 2003
Gala Metal Hammer Golden Gods Awards 2003 odbyła się 3 czerwca 2003 roku w klubie The Forum w Londynie.
| Laureaci i nominowani | Laureaci i nominowani                        | Laureaci i nominowani   |
| Nominowani | Laureat                                      | Źródło                  |
| Best International Band | Best International Band                      | Best International Band |
| --- | -------------------------------------------- | ----------------------- |
| Audioslave Marilyn Manson Murderdolls SOiL                                                                                 | Deftones                                     | [ 2 ] [ 3 ] [ 4 ]       |
| Best U.K. Band |                                              |                         |
| Lostprophets Cradle of Filth Feeder Raging Speedhorn                                                                       | InMe                                         | [ 2 ] [ 3 ] [ 4 ]       |
| Best Newcomer Award |                                              |                         |
| InMe Finch Soilwork The Used                                                                                               | Murderdolls                                  | [ 2 ] [ 3 ] [ 4 ]       |
| Best Underground Band |                                              |                         |
| Arch Enemy Cult of Luna Opeth Satyricon                                                                                    | Shadows Fall                                 | [ 2 ] [ 3 ] [ 4 ]       |
| Best Live Band |                                              |                         |
| Rammstein Distillers System of a Down Murderdolls                                                                          | Amen                                         | [ 2 ] [ 3 ] [ 4 ]       |
| Best Video |                                              |                         |
| Audioslave – „Cochise” System of a Down – „Boom” Queens of the Stone Age – „No One Knows” Disturbed – „Prayer”             | Cradle of Filth – „Babalon AD”               | [ 2 ] [ 3 ] [ 4 ]       |
| Best Single |                                              |                         |
| Audioslave – „Cochise” InMe – „Crushed Like Fruit” Stone Sour – „Bother” The Used – „The Taste of Ink”                     | The Darkness – „Get Your Hands Off My Woman” | [ 2 ] [ 3 ] [ 4 ]       |
| Best Album |                                              |                         |
| Glassjaw – Worship and Tribute Audioslave – Audioslave Shadows Fall – Art of Balance Cradle of Filth – Damnation and a Day | AFI – Sing the Sorrow                        | [ 2 ] [ 3 ] [ 4 ]       |
| Best Guitarist |                                              |                         |
| Daron Malakian Mick Thompson Shaun Glass Kerry King                                                                        | Tom Morello                                  | [ 2 ] [ 3 ] [ 4 ]       |
| Golden God |                                              |                         |
| Chris Cornell Casey Chaos Brody Armstrong Davey Havok                                                                      | Marilyn Manson                               | [ 2 ] [ 3 ] [ 4 ]       |

## 2004
Gala Metal Hammer Golden Gods Awards 2004 odbyła się 7 czerwca 2004 roku w klubie Ocean w Londynie.
| Laureaci i nominowani                                                                                 | Laureaci i nominowani                  | Laureaci i nominowani |
| Nominowani                                                                                            | Laureat                                | Źródło                |
| Best Underground Act                                                                                  | Best Underground Act                   | Best Underground Act  |
| --- | -------------------------------------- | --------------------- |
| Akercocke Bleeding Through Converge Lamb of God                                                       | In Flames                              | [ 6 ] [ 7 ]           |
| Best Video                                                                                            |                                        |                       |
| Incubus, „Megalomaniac” HIM, „Funeral Of Hearts” Metallica, „St. Anger” Amen, „California’s Bleeding’ | The Darkness, „Love Is Only A Feeling” | [ 6 ] [ 7 ]           |
| Breakthrough Band                                                                                     |                                        |                       |
| Avenged Sevenfold Young Heart Attack Chimaira The Bronx                                               | Funeral for a Friend                   | [ 6 ] [ 7 ]           |
| Best Live Act                                                                                         |                                        |                       |
| Metallica Iron Maiden Lostprophets Machine Head                                                       | Slayer                                 | [ 6 ] [ 7 ]           |
| Best International Act                                                                                |                                        |                       |
| HIM The Distillers Killswitch Engage Dimmu Borgir                                                     | Metallica                              | [ 6 ] [ 7 ]           |

| Nagrody i wyróżnienia pozakonkursowe | Nagrody i wyróżnienia pozakonkursowe    | Nagrody i wyróżnienia pozakonkursowe |
| Tytułem                              | Laureat                                 | Źródło                               |
| ------------------------------------ | --------------------------------------- | ------------------------------------ |
| Best Album                           | Killswitch Engage, The End of Heartache | [ 6 ] [ 7 ]                          |
| Golden God                           | Ville Valo (HIM)                        | [ 6 ] [ 7 ]                          |
| Best UK Act                          | Iron Maiden                             | [ 6 ] [ 7 ]                          |
| Spirit Of Hammer Award               | Nikki Sixx                              | [ 6 ] [ 7 ]                          |
| Best Guitarist                       | Dimebag Darrell                         | [ 6 ] [ 7 ]                          |

## 2005
Gala Metal Hammer Golden Gods Awards 2005 odbyła się 13 czerwca 2005 roku w klubie Astoria w Londynie.
| Laureaci i nominowani | Laureaci i nominowani         | Laureaci i nominowani |
| Nominowani | Laureat                       | Źródło                |
| Best U.K. Band | Best U.K. Band                | Best U.K. Band        |
| --- | ----------------------------- | --------------------- |
| DragonForce Bullet for My Valentine Hurricane Party Viking Skull                                                             | Lostprophets                  | [ 8 ] [ 9 ]           |
| Best Live Band |                               |                       |
| Rammstein Judas Priest Mötley Crüe Mastodon                                                                                  | Slipknot                      | [ 8 ] [ 9 ]           |
| Best International Band |                               |                       |
| Lacuna Coil Nightwish Velvet Revolver My Chemical Romance                                                                    | The Used                      | [ 8 ] [ 9 ]           |
| Best Underground Band |                               |                       |
| Mortiis Extol Behemoth | Meshuggah, Mastodon           | [ 8 ] [ 9 ]           |
| Best Rock Record Label |                               |                       |
| Earache Records Century Media Records Nuclear Blast Sancturary Records                                                       | Roadrunner Records            | [ 8 ] [ 9 ]           |
| Best Newcomer Award |                               |                       |
| Lordi Trivium Atreyu Eighteen Visions                                                                                        | Nightwish                     | [ 8 ] [ 9 ]           |
| Best Video |                               |                       |
| Velvet Revolver, „Fall to Pieces” Lordi, „Blood Red Sandman” Atreyu, „Right Side of the Bed” Cradle of Filth, „Nymphetamine” | My Chemical Romance, „Helena” | [ 8 ] [ 9 ]           |

| Nagrody i wyróżnienia pozakonkursowe | Nagrody i wyróżnienia pozakonkursowe | Nagrody i wyróżnienia pozakonkursowe |
| Tytułem                              | Laureat                              | Źródło                               |
| ------------------------------------ | ------------------------------------ | ------------------------------------ |
| Riff Lord Award                      | Zakk Wylde                           | [ 9 ]                                |
| Best Metal Band                      | Anthrax                              | [ 9 ]                                |
| Best album                           | Judas Priest, Angel of Retribution   | [ 9 ]                                |
| The Spirit Of Hammer                 | Black Sabbath                        | [ 9 ]                                |
| The Golden God Award                 | Lemmy Kilmister                      | [ 9 ]                                |
| Icon Award                           | Ville Valo                           | [ 9 ]                                |
| Shredder Award                       | Herman Li (DragonForce)              | [ 9 ]                                |

## 2006
Gala Metal Hammer Golden Gods Awards 2006 odbyła się 12 czerwca 2006 roku w klubie Koko w Londynie.
| Laureaci i nominowani | Laureaci i nominowani              | Laureaci i nominowani |
| Nominowani | Laureat                            | Źródło                |
| Best UK Band | Best UK Band                       | Best UK Band          |
| --- | ---------------------------------- | --------------------- |
| Funeral for a Friend Skindred Breed 77 DragonForce                                                                               | Bullet For My Valentine            | [ 10 ] [ 11 ]         |
| Best Live Band |                                    |                       |
| Bullet for My Valentine Coheed and Cambria In Flames Arch Enemy                                                                  | Trivium                            | [ 10 ] [ 11 ]         |
| Best International Band |                                    |                       |
| Lacuna Coil Coheed and Cambria Trivium Mastodon                                                                                  | Avenged Sevenfold                  | [ 10 ] [ 11 ]         |
| Best Underground Band |                                    |                       |
| Bleeding Through Clutch Cathedral Meads of Asphodel                                                                              | Satyricon                          | [ 10 ] [ 11 ]         |
| Best Newcomer |                                    |                       |
| Fall of Troy Engerica Still Remains Mendeed                                                                                      | Aiden                              | [ 10 ] [ 11 ]         |
| Best Video: |                                    |                       |
| Avenged Sevenfold, „Bat Country” My Chemical Romance, „Ghost Of You” Funeral for a Friend, „History” HIM, „Wings Of A Butterfly” | Within Temptation, „Angels”        | [ 10 ] [ 11 ]         |
| Riff Lord |                                    |                       |
| Slash (Velvet Revolver) James Hetfield (Metallica) Jimmy Page (Led Zeppelin) Michael Amott (Arch Enemy)                          | Jerry Cantrell (Alice in Chains)   | [ 10 ] [ 11 ]         |
| Dimebag Awards For Young Guitarist Shredder                                                                                      |                                    |                       |
| God Forbid Trivium Alexi Laiho (Children of Bodom) In Flames                                                                     | Synyster Gates (Avenged Sevenfold) | [ 10 ] [ 11 ]         |
| Best Drummer |                                    |                       |
| The Rev (Avenged Sevenfold) Igor Cavalera (Sepultura) Dave Lombardo (Slayer) Nicko McBrain (Iron Maiden)                         | Travis Smith (Trivium)             | [ 10 ] [ 11 ]         |
| Best Metal Label |                                    |                       |
| Century Media Records SPV GmbH/Steamhammer Records Nuclear Blast Relapse Records                                                 | Roadrunner Records                 | [ 10 ] [ 11 ]         |
| Album Of The Year |                                    |                       |
| Opeth, Ghost Reveries DragonForce, Inhuman Rampage Avenged Sevenfold, City of Evil Bullet for My Valentine, The Poison           | Coheed and Cambria, IV             | [ 10 ] [ 11 ]         |
| Icon |                                    |                       |
| Zakk Wylde (Black Label Society) Kerry King (Slayer) Axl Rose (Guns N’ Roses) Eddie The 'Ed (Iron Maiden)                        | Cristina Scabbia (Lacuna Coil)     | [ 10 ] [ 11 ]         |

| Nagrody i wyróżnienia pozakonkursowe | Nagrody i wyróżnienia pozakonkursowe | Nagrody i wyróżnienia pozakonkursowe |
| Tytułem                              | Laureat                              | Źródło                               |
| ------------------------------------ | ------------------------------------ | ------------------------------------ |
| Spirit Of Hammer                     | Lordi                                | [ 11 ]                               |
| Best Album Of The Last 20 Years      | Slayer, Reign in Blood               | [ 11 ]                               |
| Golden God                           | Matt Heafy (Trivium)                 | [ 11 ]                               |

## 2007
Gala Metal Hammer Golden Gods Awards 2007 odbyła się 11 czerwca 2007 roku w klubie Koko w Londynie.
| Laureaci i nominowani | Laureaci i nominowani                 | Laureaci i nominowani |
| Nominowani | Laureat                               | Źródło                |
| Best Live Band | Best Live Band                        | Best Live Band        |
| --- | ------------------------------------- | --------------------- |
| In Flames Gallows DragonForce Nine Inch Nails | Lamb of God                           | [ 12 ] [ 13 ]         |
| Best U.K. Band |                                       |                       |
| Iron Maiden Bring Me the Horizon Breed 77 Mendeed                                                                                                | Bullet for My Valentine               | [ 12 ] [ 13 ]         |
| Shredder |                                       |                       |
| Willie Adler, Mark Morton (Lamb of God) Matt Heafy, Corey Beaulieu (Trivium) Herman Li, Sam Totman (DragonForce) Alexi Laiho (Children of Bodom) | Bill Kelliher, Brent Hinds (Mastodon) | [ 12 ] [ 13 ]         |
| Riff Lord |                                       |                       |
| Tony Iommi (Black Sabbath) Janick Gers, Adrian Smith, Dave Murray (Iron Maiden) Dave Mustaine (Megadeth) Robb Flynn, Phil Demmel (Machine Head)  | Slash (Velvet Revolver)               | [ 12 ] [ 13 ]         |
| Best Video |                                       |                       |
| Lamb of God, „Redneck” DragonForce, „Operation Ground N Pound” Slayer, „Eyes Of The Insane” My Chemical Romance, „The Black Parade”              | Avenged Sevenfold, „Seize The Day”    | [ 12 ] [ 13 ]         |
| Best Newcomer |                                       |                       |
| Cancer Bats He is Legend Gallows Abigail Williams                                                                                                | Deathstars                            | [ 12 ] [ 13 ]         |
| Best Underground Band |                                       |                       |
| Turisas The End Gojira Municipal Waste | Job for a Cowboy                      | [ 12 ] [ 13 ]         |
| Best International Band |                                       |                       |
| Slayer Velvet Revolver Lamb of God Dimmu Borgir                                                                                                  | Killswitch Engage                     | [ 12 ] [ 13 ]         |
| Best Metal Label |                                       |                       |
| Century Media Records Metal Blade Records Nuclear Blast Candlelight Records Earache Records                                                      | Roadrunner Records                    | [ 12 ] [ 13 ]         |
| Album Of The Year |                                       |                       |
| Iron Maiden – A Matter of Life and Death Lamb of God – Sacrament Mastodon – Blood Mountain My Chemical Romance – The Black Parade                | Machine Head – The Blackening         | [ 12 ] [ 13 ]         |

| Nagrody i wyróżnienia pozakonkursowe | Nagrody i wyróżnienia pozakonkursowe | Nagrody i wyróżnienia pozakonkursowe |
| Tytułem                              | Laureat                              | Źródło                               |
| ------------------------------------ | ------------------------------------ | ------------------------------------ |
| Golden God                           | Robb Flynn                           | [ 12 ]                               |
| Spirit of Hammer                     | Napalm Death                         | [ 12 ]                               |
| Icon Award                           | Slayer                               | [ 12 ]                               |

## 2008
Gala Metal Hammer Golden Gods Awards 2008 odbyła się 16 czerwca 2008 roku w klubie Indigo2 w Londynie. Ceremonię poprowadził amerykański wokalista Dave „Oderus Urungus” Brockie, znany z występów w zespole Gwar. Sponsorami nagród byli m.in. producent gry wideo – Guitar Hero oraz brytyjski producent wzmacniaczy gitarowych – Marshall Amplification.
| Laureaci i nominowani | Laureaci i nominowani                    | Laureaci i nominowani |
| Nominowani | Laureat                                  | Źródło                |
| Incoming! Best Band | Incoming! Best Band                      | Incoming! Best Band   |
| --- | ---------------------------------------- | --------------------- |
| Baroness, The Red Album Evile, Enter The Grave Engel, Absolute Design Suicide Silence, The Cleansing                                      | Airbourne, Runnin’ Wild                  | [ 14 ] [ 15 ]         |
| Best Album |                                          |                       |
| Avenged Sevenfold, Avenged Sevenfold Down, Over The Under Children of Bodom, Blooddrunk Atreyu, Leads Sails Paper Anchor                  | Testament – The Formation of Damnation   | [ 14 ] [ 15 ]         |
| Best Metal Label |                                          |                       |
| Metal Blade Records Century Media Records Nuclear Blast SPV GmbH Spinefarm Records                                                        | Roadrunner Records                       | [ 14 ] [ 15 ]         |
| Best Video |                                          |                       |
| Himsa – „Unleash Carnage” Goat the Head – „Darwinian Minions” Bullet for My Valentine – „Scream Aim Fire” As I Lay Dying – „Nothing left” | Dimmu Borgir – „The Serpentine Offering” | [ 14 ] [ 15 ]         |
| Best International Band |                                          |                       |
| Avenged Sevenfold Down Nightwish Dir en grey                                                                                              | In Flames                                | [ 14 ] [ 15 ]         |
| Best Underground Band |                                          |                       |
| Maylene and the Sons of Disaster Minicipal Waste Gallhammer Trigger the Bloodshed                                                         | The Black Dahlia Murder                  | [ 14 ] [ 15 ]         |
| Dimebag Darrell Shredder Award |                                          |                       |
| Dan Donegan (Disturbed) Jesper Strömblad (In Flames) Michael Amott (Arch Enemy) Dino Cazares (Fear Factory)                               | Alexi Laiho (Children of Bodom)          | [ 14 ] [ 15 ]         |
| Riff Lord |                                          |                       |
| Jon Schaffer (Iced Earth) Mikael Åkerfeldt (Opeth) Ace Frehley (Kiss) Slash (Velvet Revolver)                                             | Dave Mustaine (Megadeth)                 | [ 14 ] [ 15 ]         |
| Breakthough Artist |                                          |                       |
| Still Remains DevilDriver Bloodsimple Every Time I Die                                                                                    | Apocalyptica                             | [ 14 ] [ 15 ]         |
| Best Live Band |                                          |                       |
| Gallows Megadeth Arch Enemy Turisas | Machine Head                             | [ 14 ] [ 15 ]         |
| Best UK Band |                                          |                       |
| Paradise Lost Saxon Judas Priest Bullet for My Valentine                                                                                  | Iron Maiden                              | [ 14 ] [ 15 ]         |

| Nagrody i wyróżnienia pozakonkursowe | Nagrody i wyróżnienia pozakonkursowe | Nagrody i wyróżnienia pozakonkursowe |
| Tytułem                              | Laureat                              | Źródło                               |
| ------------------------------------ | ------------------------------------ | ------------------------------------ |
| Icon Award                           | Eddie                                | [ 15 ]                               |
| Spirit Of Hammer                     | Max Cavalera, Igor Cavalera          | [ 15 ]                               |
| Golden God                           | Kerry King                           | [ 15 ]                               |
| Metal For The Masses                 | William Gledhill                     | [ 15 ]                               |
| Event Of The Year                    | Hard Rock Hell                       | [ 15 ]                               |

## 2009
Gala Metal Hammer Golden Gods Awards 2009 odbyła się 15 czerwca 2009 roku w klubie Indigo2 w Londynie. Ceremonię poprowadzili dziennikarka Metal Sanaz oraz Scott Ian, muzyk znany z występów w amerykańskim zespole thrash metalowym Anthrax. Sponsorami nagród byli m.in. amerykańska sieć telewizyjna – Adult Swim oraz niemiecki producent likieru – Jägermeister.
| Laureaci i nominowani | Laureaci i nominowani               | Laureaci i nominowani |
| Nominowani | Laureat                             | Źródło                |
| Best UK Band | Best UK Band                        | Best UK Band          |
| --- | ----------------------------------- | --------------------- |
| The Answer DragonForce Saxon Gallows Motorhead | Iron Maiden                         | [ 18 ] [ 19 ]         |
| Best Live Band |                                     |                       |
| DevilDriver Clutch Deathstars Skindred Down | Slipknot                            | [ 18 ] [ 19 ]         |
| Best International Band |                                     |                       |
| Amon Amarth Deathstars Dimmu Borgir Metallica Lamb of God | Slipknot                            | [ 18 ] [ 19 ]         |
| Best New Band |                                     |                       |
| Black Tide Sylosis Malefice Trigger The Bloodshed Alestorm | Five Finger Death Punch             | [ 18 ] [ 19 ]         |
| Shredder(s) |                                     |                       |
| Mick Thomson, James Root (Slipknot) Olavi Mikkonen, Johan Söderberg (Amon Amarth) Mark Morton, Willie Adler (Lamb of God) Eric Peterson, Alex Skolnick (Testament) Mikael Åkerfeldt (Opeth) | Herman Li, Sam Totman (DragonForce) | [ 18 ] [ 19 ]         |
| Breakthrough Artist |                                     |                       |
| All That Remains Gojira Bring Me the Horizon Airbourne Underoath | Amon Amarth                         | [ 18 ] [ 19 ]         |
| Best Underground Band |                                     |                       |
| Architects Annotations Of An Autopsy Kylesa Beneath The Massacre Legion of the Damned | Behemoth                            | [ 18 ] [ 19 ]         |
| Best Metal Label |                                     |                       |
| Metal Blade Records Rising Records Nuclear Blast SPV GmbH / Steamhammer Records Spinefarm Records                                                                                           | Roadrunner Records                  | [ 18 ] [ 19 ]         |

| Nagrody i wyróżnienia pozakonkursowe | Nagrody i wyróżnienia pozakonkursowe | Nagrody i wyróżnienia pozakonkursowe |
| Tytułem                              | Laureat                              | Źródło                               |
| ------------------------------------ | ------------------------------------ | ------------------------------------ |
| Golden God                           | Iron Maiden                          | [ 19 ]                               |
| Inspiration                          | Emperor                              | [ 19 ]                               |
| Legends Award                        | Def Leppard                          | [ 19 ]                               |
| Riff Lord                            | Steve Vai                            | [ 19 ]                               |
| Best Album                           | Lamb of God, Wrath                   | [ 19 ]                               |
| Metal As Fuck                        | Anvil                                | [ 19 ]                               |
| Spirit Of Metal                      | Saxon                                | [ 19 ]                               |
| Event Of The Year                    | Download Festival                    | [ 19 ]                               |

## 2010
Gala Metal Hammer Golden Gods Awards 2010 odbyła się 14 czerwca 2010 roku w klubie Indigo2 w Londynie. Głównym sponsorem nagród była firma Kawasaki. Ceremonię poprowadzili członkowie zespołu Steel Panther: Michael Starr, Satchel, Lexxi Foxx oraz Stix Zadinia.
| Laureaci i nominowani                                                                                | Laureaci i nominowani                    | Laureaci i nominowani |
| Nominowani                                                                                           | Laureat                                  | Źródło                |
| Best UK Band                                                                                         | Best UK Band                             | Best UK Band          |
| --- | ---------------------------------------- | --------------------- |
| Judas Priest Bring Me the Horizon Evile Skindred                                                     | Bullet for My Valentine                  | [ 21 ] [ 22 ]         |
| Best International Band                                                                              |                                          |                       |
| Megadeth AC/DC Stone Sour Them Crooked Vultures                                                      | Lamb of God                              | [ 21 ] [ 22 ]         |
| Best Live Band                                                                                       |                                          |                       |
| Skindred Kiss Rammstein Airbourne                                                                    | Machine Head                             | [ 21 ] [ 22 ]         |
| Best New Band                                                                                        |                                          |                       |
| White Wizzard Holy Grail Taking Dawn Dommin                                                          | Rise to Remain                           | [ 21 ] [ 22 ]         |
| Breakthrough Artist                                                                                  |                                          |                       |
| Bigelf Behemoth Steel Panther Baroness                                                               | Five Finger Death Punch                  | [ 21 ] [ 22 ]         |
| Underground Artist                                                                                   |                                          |                       |
| Ov Hell Shrinebuilder Gama Bomb Black Spiders                                                        | Immortal                                 | [ 21 ] [ 22 ]         |
| Best Drummer                                                                                         |                                          |                       |
| Chris Adler (Lamb of God) Dave McClain (Machine Head) Brann Dailor (Mastodon) Dave Lombardo (Slayer  | Mike Portnoy (Dream Theater)             | [ 21 ] [ 22 ]         |
| Event of the Year                                                                                    |                                          |                       |
| Bloodstock Festival Sonisphere Festival Rammstein „Pussy” video RATM Christmas #1                    | Download Festival                        | [ 21 ] [ 22 ]         |
| Dimebag Darrell Shredder Award                                                                       |                                          |                       |
| Satchel (Steel Panther) Jeff Kendrick (DevilDriver) Dino Cazares (Fear Factory) Pepper Keenan (Down) | Zoltan Bathory (Five Finger Death Punch) | [ 21 ] [ 22 ]         |
| Riff Lord                                                                                            |                                          |                       |
| Jerry Cantrell Dave Mustaine Slash Zakk Wylde                                                        | Joe Perry                                | [ 21 ] [ 22 ]         |

| Nagrody i wyróżnienia pozakonkursowe | Nagrody i wyróżnienia pozakonkursowe     | Nagrody i wyróżnienia pozakonkursowe |
| Tytułem                              | Laureat                                  | Źródło                               |
| ------------------------------------ | ---------------------------------------- | ------------------------------------ |
| Spirit of Hammer                     | Christopher Lee                          | [ 21 ]                               |
| Golden God                           | Zakk Wylde                               | [ 21 ]                               |
| Inspiration                          | Tom G. Warrior (Celtic Frost, Triptykon) | [ 21 ]                               |
| Defender of the Faith                | Jon Morter, Tracey Morter                | [ 21 ]                               |
| Best Album                           | Heaven and Hell, The Devil You Know      | [ 21 ]                               |
| Global Metal                         | Demonic Ressurection                     | [ 21 ]                               |
| Metal As Fuck                        | Evile                                    | [ 21 ]                               |

## 2011
Gala Metal Hammer Golden Gods Awards 2011 odbyła się 13 czerwca 2011 roku w klubie Indigo2 w Londynie. Nagrody przyznano w dziewięciu głównych kategoriach. Sześć statuetek wręczono w kategoriach pozakonkursowych. Ceremonię poprowadził amerykański wokalista Alice Cooper. Sponsorami nagród byli m.in. amerykański producent instrumentów muzycznych – firma Jackson Guitars and Basses oraz niemiecki producent likieru – Jägermeister.
Nagrodę dla debiutanta roku (Best New Band) otrzymała supergrupa The Damned Things. Statuetka dla najlepszego zespołu brytyjskiego (Best UK Band) przypadła Iron Maiden. Tytułem najlepszego gitarzysty (Shredder(s)) został wyróżniony grecki muzyk Gus G. Za najlepszy zespół koncertowy (Best Live Band) uznano brytyjską formację Skindred. Statuetkę w kategorii dla najlepszego zespołu podziemia artystycznego (Best Underground Band) otrzymał irlandzki zespół blackmetalowy Primordial. Wyróżnienie dla najlepszego zespołu międzynarodowego (Best International Band) otrzymała amerykańska grupa Avenged Sevenfold. Statuetkę za przełom (Breakthrough) otrzymała szwedzka formacja Sabaton.
Nagrody pozakonkursowe otrzymali zespoły Judas Priest, Diamond Head, Twisted Sister i Killing Joke, wokalista Rob Zombie oraz gitarzyści formacji Down – Pepper Keenan i Kirk Windstein.
| Laureaci i nominowani                                                                                                | Laureaci i nominowani                                 | Laureaci i nominowani               |
| Nominowani | Laureat                                               | Źródło                              |
| Shredder(s), sponsored by Blackstar                                                                                  | Shredder(s), sponsored by Blackstar                   | Shredder(s), sponsored by Blackstar |
| --- | ----------------------------------------------------- | ----------------------------------- |
| Mark Tremonti (Alter Bridge) Alexi Laiho (Children Of Bodom) Mark Rizzo (Soulfly) Synyster Gates (Avenged Sevenfold) | Gus G. (Firewind, Ozzy Osbourne)                      | [ 23 ] [ 25 ]                       |
| Event of the Year |                                                       |                                     |
| Rob Zombie’s return Manowar’s return System of a Down reforming Beavis And Butthead’s resurrection                   | Big 4 coming together for first time ever in the U.K. | [ 23 ] [ 25 ]                       |
| Metal As Fuck |                                                       |                                     |
| Slayer Slipknot Zakk Wylde Deftones                                                                                  | Nergal (Behemoth)                                     | [ 23 ] [ 25 ]                       |
| Best Breakthrough |                                                       |                                     |
| Parkway Drive A Day to Remember Sylosis Volbeat                                                                      | Sabaton                                               | [ 23 ] [ 25 ]                       |
| Best Underground |                                                       |                                     |
| Watain Kylesa The Dead Lay Waiting Clutch                                                                            | Primordial                                            | [ 23 ] [ 25 ]                       |
| Best UK Band sponsored by Roadrunner                                                                                 |                                                       |                                     |
| Bring Me the Horizon Skindred Architects Bullet for My Valentine                                                     | Iron Maiden                                           | [ 23 ] [ 25 ]                       |
| Best New Band |                                                       |                                     |
| The Defiled Kvelertak Tesseract Letlive                                                                              | The Damned Things                                     | [ 23 ] [ 25 ]                       |
| Best Live Band |                                                       |                                     |
| Cancer Bats DevilDriver Rob Zombie Machine Head                                                                      | Skindred                                              | [ 23 ] [ 25 ]                       |
| Best International Band                                                                                              |                                                       |                                     |
| Dimmu Borgir Stone Sour Children of Bodom Down                                                                       | Avenged Sevenfold                                     | [ 23 ] [ 25 ]                       |

| Nagrody i wyróżnienia pozakonkursowe | Nagrody i wyróżnienia pozakonkursowe | Nagrody i wyróżnienia pozakonkursowe |
| Tytułem                              | Laureat                              | Źródło                               |
| ------------------------------------ | ------------------------------------ | ------------------------------------ |
| Icons                                | Judas Priest                         | [ 25 ]                               |
| Spirit of Hammer                     | Diamond Head                         | [ 25 ]                               |
| Golden God                           | Rob Zombie                           | [ 25 ]                               |
| Inspiration Award                    | Twisted Sister                       | [ 25 ]                               |
| Best Album                           | Killing Joke, Absolute Dissent       | [ 25 ]                               |
| Riff Lord(s)                         | Pepper Keenan, Kirk Windstein (Down) | [ 25 ]                               |

## 2012
Gala Metal Hammer Golden Gods Awards 2012 odbyła się 11 czerwca 2012 roku w klubie Indigo2 w Londynie. Głównym sponsorem nagród był brytyjski producent wzmacniaczy – firma Orange Amplification. Ceremonię poprowadzili amerykański wrestler Chris Jericho oraz brytyjski komik Andrew O’Neill.
Nagrodę dla debiutanta roku (Best New Band) otrzymał brytyjski zespół The Defiled. Tytułem najlepszego gitarzysty (Dimebag Darrell Shredder Award) został wyróżniony Kanadyjczyk Devin Townsend. Za najlepszy zespół koncertowy (Best Live Band) uznano niemiecką formację Rammstein. Tytuł najlepszego zespołu brytyjskiego (Best U.K. Band) otrzymał heavymetalowy kwintet Saxon. Statuetkę w kategorii dla najlepszego zespołu podziemia artystycznego (Best Underground Band) otrzymał szwedzki zespół blackmetalowy Watain.
Wyróżnienie dla najlepszego zespołu międzynarodowego (Best International Band) otrzymała amerykańska grupa Lamb of God. Statuetkę za przełom (Breakthrough) otrzymała szwedzka formacja Ghost. Nagrody pozakonkursowe otrzymali Joey DeMaio, znany z występów w zespole Manowar, Bill Bailey, wytwórnia muzyczna Roadrunner Records, zespół Fear Factory, perkusista Vinnie Paul oraz zespół Mastodon za album The Hunter.
| Laureaci i nominowani | Laureaci i nominowani          | Laureaci i nominowani          |
| Nominowani | Laureat                        | Źródło                         |
| Dimebag Darrell Shredder Award | Dimebag Darrell Shredder Award | Dimebag Darrell Shredder Award |
| --- | ------------------------------ | ------------------------------ |
| Satchel (Steel Panther) Dino Cazares (Fear Factory) Adam Dutkiewicz (Killswitch Engage) Ol Drake (Evile)                                              | Devin Townsend                 | [ 26 ] [ 29 ]                  |
| Best Event |                                |                                |
| Manowar returning to the U.K. Dave Mustaine playing with Metallica Devin Townsend Project London shows Tommy Lee bringing his drumcoaster to the U.K. | Iron Maiden’s U.K. Tour        | [ 26 ] [ 29 ]                  |
| Best Live Band |                                |                                |
| Iron Maiden Metallice Skindred Watain | Rammstein                      | [ 26 ] [ 29 ]                  |
| Best U.K. Band |                                |                                |
| Fields of the Nephilim Tesseract TRC Black Spiders | Saxon                          | [ 26 ] [ 29 ]                  |
| Best International Band |                                |                                |
| Opeth Meshuggah Five Finger Death Punch Nightwish | Lamb of God                    | [ 26 ] [ 29 ]                  |
| Breakthrough |                                |                                |
| Cancer Bats Parway Drive While She Sleeps Mottionless in White                                                                                        | Ghost                          | [ 26 ] [ 29 ]                  |
| Best Underground Band |                                |                                |
| Black Breath Ancient Visdom In Solitude Shining | Watain                         | [ 26 ] [ 29 ]                  |
| Best New Band |                                |                                |
| Animals as Leaders Heights Kobra and the Lotus Primal Rock Rebelion                                                                                   | The Defiled                    | [ 26 ] [ 29 ]                  |
| Metal As Fuck Award |                                |                                |
| Zoltan Bathory (Five Finger Death Punch) Hell Sabaton Nik Kai                                                                                         | Anthrax                        | [ 26 ] [ 29 ]                  |

| Nagrody i wyróżnienia pozakonkursowe | Nagrody i wyróżnienia pozakonkursowe | Nagrody i wyróżnienia pozakonkursowe |
| Tytułem                              | Laureat                              | Źródło                               |
| ------------------------------------ | ------------------------------------ | ------------------------------------ |
| Golden God                           | Joey DeMaio                          | [ 26 ]                               |
| Spirit of Hammer                     | Bill Bailey                          | [ 26 ]                               |
| Inspiration                          | Roadrunner Records                   | [ 26 ]                               |
| Icon                                 | Fear Factory                         | [ 26 ]                               |
| Best Drummer                         | Vinnie Paul                          | [ 26 ]                               |
| Best Album                           | Mastodon, The Hunter                 | [ 26 ]                               |

## 2013
Gala Metal Hammer Golden Gods Awards 2013 odbyła się 17 czerwca 2013 roku w klubie Indigo2 w Londynie. Głównym sponsorem nagród był brytyjski producent wzmacniaczy – firma Orange Amplification. Ceremonię poprowadził kanadyjski muzyk Devin Townsend.
Nagrodę dla najlepszego debiutanta (Best New Band) otrzymała formacja Bleed From Within. Tytułem najlepszego zespołu podziemia artystycznego (Best Underground Band) została uhonorowana formacja The Algorithm. Wyróżnienie imienia Dimebaga Darrella dla najlepszego gitarzysty otrzymał Eric Calderone. W kategoriach Breakthrough Band Award i Best Live Band Award (najlepszy zespół koncertowy) nagrody otrzymały, odpowiednio zespoły Asking Alexandria i Gojira. Z kolei tytuł najlepszego zespołu międzynarodowego (Best International Band Award) przypadł amerykańskiej grupie Stone Sour. Natomiast za najlepszy zespół brytyjski (Best UK Band Award) uznano Black Sabbath.
Za najlepszy album (Best Album Award) została uznana powrotna produkcja formacji Black Sabbath – 13. Natomiast tytuł The Golden God Award przypadł zespołowi Motörhead. W kategoriach Icon Award i Legend Award nagrody otrzymali, odpowiednio: amerykański zespół Alice in Chains i niemiecka wokalistka Doro Pesch. Statuetka dla najbardziej inspirującej grupy (Inspiration Award) przypadła Paradise Lost. Nagrody otrzymali ponadto Brian Blessed (Spirit Of Hammer Award) i Scott Gorham (Riff Lord Award).
| Laureaci i nominowani | Laureaci i nominowani            | Laureaci i nominowani            |
| Nominowani | Laureat                          | Źródło                           |
| Best New Band (najlepszy debiut) | Best New Band (najlepszy debiut) | Best New Band (najlepszy debiut) |
| --- | -------------------------------- | -------------------------------- |
| Thy Art Is Murder Crossfaith Upon A Burning Body Bury Tomorrow                                                                                    | Bleed From Within                | [ 32 ]                           |
| Best Underground Band (najlepszy zespół „podziemny”)                                                                                              |                                  |                                  |
| Royal Thunder Black Breath Hexvessel Uncle Acid And The Deadbeats                                                                                 | The Algorithm                    | [ 32 ]                           |
| Dimebag Darrell Shredder Award (najlepszy gitarzysta)                                                                                             |                                  |                                  |
| Johan Söderberg, Olavi Mikkonen (Amon Amarth) Andy James (Sacred Mother Tongue) Fredrik Akesson (Opeth) Paul Waggoner (Between the Buried and Me) | Eric Calderone                   | [ 32 ]                           |
| Breakthrough Band Award (przełom) |                                  |                                  |
| While She Sleeps Motionless In White Kvelertak Periphery                                                                                          | Asking Alexandria                | [ 32 ]                           |
| Best Live Band Award (najlepszy zespół koncertowy)                                                                                                |                                  |                                  |
| Limp Bizkit Clutch Airbourne Sabaton | Gojira                           | [ 32 ]                           |
| Best Event Award (wydarzenie) |                                  |                                  |
| Ginger Wildheart Smashing The Music Industry Anthrax On Mars Dave Grohl’s Sound City Players Devin Townsend’s Retinal Circus                      | The Heavy Metal Census Campaign  | [ 32 ]                           |
| Best International Band Award (najlepszy zespół międzynarodowy)                                                                                   |                                  |                                  |
| Parkway Drive Deftones Five Finger Death Punch Down                                                                                               | Stone Sour                       | [ 32 ]                           |
| Best UK Band Award (najlepszy zespół brytyjski)                                                                                                   |                                  |                                  |
| Bring Me the Horizon Motörhead Paradise Lost Bullet for My Valentine                                                                              | Black Sabbath                    | [ 32 ]                           |
| Metal As Fuck Award |                                  |                                  |
| Sea Shepherd Nergal Jason Newsted Pussy Riot | Burgerkill                       | [ 32 ]                           |

| Nagrody i wyróżnienia pozakonkursowe | Nagrody i wyróżnienia pozakonkursowe | Nagrody i wyróżnienia pozakonkursowe |
| Tytułem                              | Laureat                              | Źródło                               |
| ------------------------------------ | ------------------------------------ | ------------------------------------ |
| The Golden God Award                 | Motörhead                            | [ 32 ]                               |
| Best Album Award (najlepszy album)   | Black Sabbath – 13                   | [ 32 ]                               |
| Icon Award (ikona)                   | Alice in Chains                      | [ 32 ]                               |
| Legend Award (legenda)               | Doro                                 | [ 32 ]                               |
| Spirit Of Hammer Award               | Brian Blessed                        | [ 32 ]                               |
| Riff Lord Award                      | Scott Gorham (Thin Lizzy)            | [ 32 ]                               |
| Inspiration Award (inspiracja)       | Paradise Lost                        | [ 32 ]                               |

## 2014
Gala Metal Hammer Golden Gods Awards 2014 odbyła się 16 czerwca 2014 roku w klubie Indigo2 w Londynie. Głównym sponsorem nagród był brytyjski producent wzmacniaczy – firma Orange Amplification. Wsparcia udzielił także producent gry wideo World of Tanks. Ceremonię poprowadzili członkowie zespołu Steel Panther: Michael Starr, Satchel, Lexxi Foxx oraz Stix Zadinia.
Nagrodę dla najlepszego debiutanta (Best New Band) otrzymała formacja Devil You Know. Za najlepszą grupę podziemia artystycznego (Best Underground Band) uznano Wardrunę. Statuetkę za przełom (Breakthrough) w działalności otrzymał zespół Of Mice & Men. Nagrodę imienia Dimebaga Darrella dla najlepszego gitarzysty otrzymał lider zespołu Periphery – Misha Mansoor. W kategoriach Best International Band (najlepszy zespół międzynarodowy) i Best Live Band (najlepszy zespół koncertowy) statuetki otrzymały, odpowiednio zespoły Avenged Sevenfold i Killswitch Engage.
W kategorii Best Album (najlepszy album) nagrodę otrzymała produkcja zespołu Behemoth – The Satanist. Nagrody w kategoriach The Golden God i Riff Lord, otrzymali, odpowiednio Mikael Åkerfeldt (Opeth) i Mark Tremonti (Alter Bridge). Za ikonę muzyki heavymetalowej uznano Michaela Schenkera, znanego m.in. z występów w zespole UFO. Z kolei za najbardziej inspirującą wyróżniono fińską formację Hanoi Rocks. Wśród laureatów pozakonkursowych wyróżnień znalazł się ponadto David Prowse, odtwórca roli Dartha Vadera – bohatera serii filmowej Gwiezdne wojny, który otrzymał tytuł Spirit Of Hammer.
Nietypową dla gali był kategoria Game Of The Year (gra wideo roku) w której przyznano nagrodę dla Grand Theft Auto V.
| Laureaci i nominowani | Laureaci i nominowani                                         | Laureaci i nominowani            |
| Nominowani | Laureat                                                       | Źródło                           |
| Best New Band (najlepszy debiut) | Best New Band (najlepszy debiut)                              | Best New Band (najlepszy debiut) |
| --- | ------------------------------------------------------------- | -------------------------------- |
| Hacktivist Northlane Issues Savage Messiah                                                                                            | Devil You Know                                                | [ 33 ]                           |
| Best Underground Band (najlepszy zespół „podziemny”)                                                                                  |                                                               |                                  |
| Scorpion Child Deafheaven Alcest Beastmilk                                                                                            | Wardruna                                                      | [ 33 ]                           |
| Breakthrough (przełom) |                                                               |                                  |
| Uncle Acid & The Deadbeats Crossfaith Tesseract Powerwolf                                                                             | Of Mice & Men                                                 | [ 33 ]                           |
| Dimebag Darrell Shredder Award (najlepszy gitarzysta)                                                                                 |                                                               |                                  |
| Ryan Knight (The Black Dahlia Murder) Tosin Abasi (Animals as Leaders) Justin Aufdemkampe (Miss May I) Sid Glover (Heaven’s Basement) | Misha Mansoor (Periphery)                                     | [ 33 ]                           |
| Best International Band (najlepszy zespół międzynarodowy)                                                                             |                                                               |                                  |
| Dream Theater Within Temptation Volbeat Nine Inch Nails                                                                               | Avenged Sevenfold                                             | [ 33 ]                           |
| Best Live Band (najlepszy zespół koncertowy)                                                                                          |                                                               |                                  |
| The Dillinger Escape Plan The Prodigy Five Finger Death Punch Karnivool                                                               | Killswitch Engage                                             | [ 33 ]                           |
| Best UK Band (najlepszy zespół brytyjski)                                                                                             |                                                               |                                  |
| Carcass Bring Me the Horizon Architects Asking Alexandria                                                                             | Iron Maiden                                                   | [ 33 ]                           |
| King Of The Internet (król internetu)                                                                                                 |                                                               |                                  |
| David Draiman (Disturbed) Paolo Gregoletto (Trivium) Robb Flynn (Machine Head) Chris Jericho (Fozzy)                                  | Devin Townsend (Devin Townsend Project)                       | [ 33 ]                           |
| Video Of The Year (teledysk roku) |                                                               |                                  |
| letlive. – „Banshee (Ghost Fame)” The Defiled – „As I Drown” Wilson – „College Gangbang” Korn – „Never Never”                         | Steel Panther – „Party Like Tomorrow Is The End Of The World” | [ 33 ]                           |
| Game Of The Year (gra wideo roku) |                                                               |                                  |
| WWE 2K14 Rocksmith 2014 Call of Duty: Ghosts World of Tanks                                                                           | Grand Theft Auto V                                            | [ 33 ]                           |
| Global Metal Award |                                                               |                                  |
| Skyharbor Godless Symptoms From The Vastland Skiltron                                                                                 | Orphaned Land, Khalas                                         | [ 33 ]                           |

| Nagrody i wyróżnienia pozakonkursowe | Nagrody i wyróżnienia pozakonkursowe | Nagrody i wyróżnienia pozakonkursowe |
| Tytułem                              | Laureat                              | Źródło                               |
| ------------------------------------ | ------------------------------------ | ------------------------------------ |
| Best Album (najlepszy album)         | Behemoth – The Satanist              | [ 33 ]                               |
| The Golden God                       | Mikael Åkerfeldt (Opeth)             | [ 33 ]                               |
| Riff Lord                            | Mark Tremonti (Alter Bridge)         | [ 33 ]                               |
| Icon (ikona)                         | Michael Schenker (UFO)               | [ 33 ]                               |
| Spirit Of Hammer                     | David Prowse (Darth Vader)           | [ 33 ]                               |
| Inspiration (inspiracja)             | Hanoi Rocks                          | [ 33 ]                               |

## 2015
Gala Metal Hammer Golden Gods Awards 2015 odbyła się 15 czerwca 2015 roku w klubie Indigo2 w Londynie. Głównym sponsorem nagród był brytyjski producent wzmacniaczy – firma Orange Amplification. Wsparcia udzielił także producent gry wideo World of Warships. Nagrody przyznano w dziewięciu głównych kategoriach. Pozakonkursowych wyróżnień, również wręczono dziewięć. Ceremonię poprowadził Scott Ian, muzyk znany z występów w amerykańskim zespole thrash metalowym Anthrax.
Nagrodę dla najlepszego debiutanta (Best New Band) otrzymała amerykańska grupa rockowa We Are Harlot. Statuetka dla najlepszego zespołu brytyjskiego (Best UK Band) przypadła Bring Me the Horizon. Tytułem najlepszego zespołu międzynarodowego (Best International Band) została uhonorowana formacja Slipknot. W kategorii Breakthrough (przełom) nagrodę otrzymała japońska grupa Babymetal. Natomiast tytuł najlepszej koncertowej grupy (Best Live Band) przyznano Of Mice & Men. Z kolei za najlepszy zespół podziemia artystycznego uznano (Best Underground Band) Winterfylleth.
Nagrodę imienia Dimebaga Darrella dla najlepszego gitarzysty otrzymał członek zespołu Judas Priest – Richie Faulkner. Wyróżnienie dla najlepszej niezależnej wytwórni płytowej otrzymała amerykańska firma Epitaph Records. Natomiast za króla internetu został uznany wideobloger 10 Second Song Guy. Nagrody pozakonkursowe otrzymali m.in. Brian May, Dave Mustaine i Gene Simmons.
| Laureaci i nominowani                                                                                     | Laureaci i nominowani            | Laureaci i nominowani            |
| Nominowani                                                                                                | Laureat                          | Źródło                           |
| Best New Band (najlepszy debiut)                                                                          | Best New Band (najlepszy debiut) | Best New Band (najlepszy debiut) |
| --- | -------------------------------- | -------------------------------- |
| King 810 Beartooth Marmozets King Parrot                                                                  | We Are Harlot                    | [ 36 ] [ 37 ]                    |
| Best UK Band (najlepszy zespół brytyjski)                                                                 |                                  |                                  |
| Electric Wizard Napalm Death Architects While She Sleeps                                                  | Bring Me the Horizon             | [ 36 ] [ 37 ]                    |
| Best International Band (najlepszy zespół międzynarodowy)                                                 |                                  |                                  |
| Machine Head Nightwish Mastodon Scorpions                                                                 | Slipknot                         | [ 36 ] [ 37 ]                    |
| Breakthrough (przełom)                                                                                    |                                  |                                  |
| The Amity Affliction Halestorm Bury Tomorrow In This Moment                                               | Babymetal                        | [ 36 ] [ 37 ]                    |
| Best Live Band (najlepszy zespół koncertowy)                                                              |                                  |                                  |
| Parkway Drive Meshuggah Killer Be Killed Devin Townsend                                                   | Of Mice & Men                    | [ 36 ] [ 37 ]                    |
| Best Underground Band (najlepszy zespół „podziemny”)                                                      |                                  |                                  |
| Sólstafir Purson Royal Thunder Bölzer                                                                     | Winterfylleth                    | [ 36 ] [ 37 ]                    |
| Dimebag Darrell Shredder (najlepszy gitarzysta)                                                           |                                  |                                  |
| Ben Bruce (Asking Alexandria) Ice Dale (Enslaved) Jake Pitts (Black Veil Brides) Josh Middleton (Sylosis) | Richie Faulkner (Judas Priest)   | [ 36 ] [ 37 ]                    |
| Best Independent Label (najlepsza niezależna wytwórnia)                                                   |                                  |                                  |
| Relapse Records Earache Records Basick Records Season of Mist                                             | Epitaph Records                  | [ 36 ] [ 37 ]                    |
| King/Queen Of The Internet (król/królowa Internetu)                                                       |                                  |                                  |
| Metal Construction Drewsif Stalin Tina S Vegan Black Metal Chef                                           | 10 Second Song Guy               | [ 36 ] [ 37 ]                    |

| Nagrody i wyróżnienia pozakonkursowe | Nagrody i wyróżnienia pozakonkursowe | Nagrody i wyróżnienia pozakonkursowe |
| Tytułem                              | Laureat                              | Źródło                               |
| ------------------------------------ | ------------------------------------ | ------------------------------------ |
| Defender Of The Faith                | Tommy Thayer (Kiss)                  | [ 36 ] [ 37 ]                        |
| Spirit Of Hammer                     | dr Matt Taylor                       | [ 36 ] [ 37 ]                        |
| Icon (ikona)                         | Mike Muir (Suicidal Tendencies)      | [ 36 ] [ 37 ]                        |
| Legend (legenda)                     | Gene Simmons (Kiss)                  | [ 36 ] [ 37 ]                        |
| Riff Lord                            | Brian May (Queen)                    | [ 36 ] [ 37 ]                        |
| Best Album                           | Faith No More – Sol Invictus         | [ 36 ] [ 37 ]                        |
| Inspiration (inspiracja)             | At the Gates                         | [ 36 ] [ 37 ]                        |
| Global Metal                         | District Unknown/Martyrs Of Metal    | [ 36 ] [ 37 ]                        |
| Golden God                           | Dave Mustaine (Megadeth)             | [ 36 ] [ 37 ]                        |

## 2016
Gala Metal Hammer Golden Gods Awards 2016 odbyła się 13 czerwca 2016 roku w wyprzedanej sali Hammersmith Apollo w Londynie. Głównym sponsorem nagród był kanadyjski producent whisky pod marką – Fireball Cinnamon. Nagrody przyznano w dziewięciu głównych kategoriach. Siedem statuetek wręczono w kategoriach pozakonkursowych. Ceremonię poprowadził wokalista Jamey Jasta, znany z występów w zespole Hatebreed.
Nagrodę dla najlepszego debiutanta (Best New Band) otrzymał brytyjski zespół Creeper. Nagrodę imienia Dimebaga Darrella dla najlepszego gitarzysty otrzymała Lzzy Hale, znana z występów w grupie Halestorm. Wyróżnienie dla najlepszej niezależnej wytwórni płytowej otrzymała amerykańska firma Prosthetic Records, posiadająca w katalogu m.in. nagrania takich zespołów jak Beneath the Massacre, Septicflesh czy Animals as Leaders. Statuetka dla najlepszego zespołu brytyjskiego (Best UK Band) przypadła Asking Alexandria. Tytułem najlepszego zespołu międzynarodowego (Best International Band) została uhonorowana szwedzka formacja Ghost. Statuetkę za najlepszy teledysk (Best Video) otrzymała australijska grupa Parkway Drive – „Vice Grip”. W kategorii Breakthrough (przełom) nagrodę otrzymała amerykańska grupa Beartooth. Natomiast tytuł najlepszej koncertowej grupy (Best Live Band) przyznano Lamb of God. Z kolei za najlepszy zespół podziemia artystycznego uznano (Best Underground Band) norweski kwintet Enslaved.
Nagrody pozakonkursowe otrzymali m.in. amerykański perkusista Joey Jordison, były członek zespołu Slipknot, tajawańska grupa Chthonic oraz brytyjski gitarzysta Phil Campbell znany z występów w zespole Motörhead.
| Laureaci i nominowani | Laureaci i nominowani            | Laureaci i nominowani            |
| Nominowani | Laureat                          | Źródło                           |
| Best New Band (najlepszy debiut)                                                                                            | Best New Band (najlepszy debiut) | Best New Band (najlepszy debiut) |
| --- | -------------------------------- | -------------------------------- |
| Black Peaks Cane Hill Heck The Black Queen                                                                                  | Creeper                          | [ 42 ]                           |
| Best Underground Band (najlepszy zespół „podziemny”)                                                                        |                                  |                                  |
| Myrkur Rotting Christ Sunn O))) Tribulation                                                                                 | Enslaved                         | [ 42 ]                           |
| Best UK Band (najlepszy zespół brytyjski)                                                                                   |                                  |                                  |
| Architects Cradle of Filth Tesseract The Prodigy                                                                            | Asking Alexandria                | [ 42 ]                           |
| Best International Band (najlepszy zespół międzynarodowy)                                                                   |                                  |                                  |
| Amon Amarth Babymetal Killswitch Engage Slayer                                                                              | Ghost                            | [ 42 ]                           |
| Breakthrough (przełom) |                                  |                                  |
| Avatar Deafheaven Northlane We Came As Romans                                                                               | Beartooth                        | [ 42 ]                           |
| Best Live Band (najlepszy zespół koncertowy)                                                                                |                                  |                                  |
| Anthrax Bring Me the Horizon Nightwish Parkway Drive                                                                        | Lamb of God                      | [ 42 ]                           |
| Dimebag Darrell Shredder (najlepszy gitarzysta)                                                                             |                                  |                                  |
| Alpha (Ghost) Graham „Pin” Pinney (SikTh) Joe Duplantier (Gojira) Kristan Dawson (Bury Tomorrow)                            | Lzzy Hale (Halestorm)            | [ 42 ]                           |
| Best Independent Label (najlepsza niezależna wytwórnia)                                                                     |                                  |                                  |
| Basick Records Holy Roar Season of Mist UNFD                                                                                | Prosthetic Records               | [ 42 ]                           |
| Best Video (najlepsza teledysk)                                                                                             |                                  |                                  |
| Anthrax – „Blood Eagle Wings” Iron Maiden – „Speed Of Light” New Years Day – „I’m About To Break You” Slayer – „Repentless” | Parkway Drive – „Vice Grip”      | [ 42 ]                           |

| Nagrody i wyróżnienia pozakonkursowe | Nagrody i wyróżnienia pozakonkursowe | Nagrody i wyróżnienia pozakonkursowe |
| Tytułem                              | Laureat                              | Źródło                               |
| ------------------------------------ | ------------------------------------ | ------------------------------------ |
| Best Album                           | Iron Maiden – The Book of Souls      | [ 42 ]                               |
| Riff Lord                            | Phil Campbell – Motörhead            | [ 42 ]                               |
| Inspiration (Inspiracja)             | Anthrax                              | [ 42 ]                               |
| Icon (Ikona)                         | Nikki Sixx                           | [ 42 ]                               |
| Global Metal Award                   | Chthonic                             | [ 42 ]                               |
| Spirit Of Lemmy                      | Triple H                             | [ 42 ]                               |
| The Golden God                       | Joey Jordison                        | [ 42 ]                               |